# Réunioni bakcsó
A réunioni bakcsó (Nycticorax duboisi) a madarak (Aves) osztályának a gödényalakúak (Pelecaniformes) rendjébe, ezen belül a gémfélék (Ardeidae) családjába és a gémformák (Ardeinae) alcsaládjába tartozó kihalt faj.

## Előfordulása
Az Indiai-óceánban levő Réunion szigetén élt.

## Megjelenése
Csak kevés szubfosszilis maradvány maradt fenn a fajról melyeket a 20. században találtak meg. Feltehetően hasonlított a kaledón bakcsóra, de a szigeti életmód miatt feltehetően nagyobb méretű volt.

## Kihalása
Feltehetően az első emberekkel érkező patkányok irtották ki a fajt, mely a szigeti életmód miatt nem tudott repülni.